# Arika Madeyska

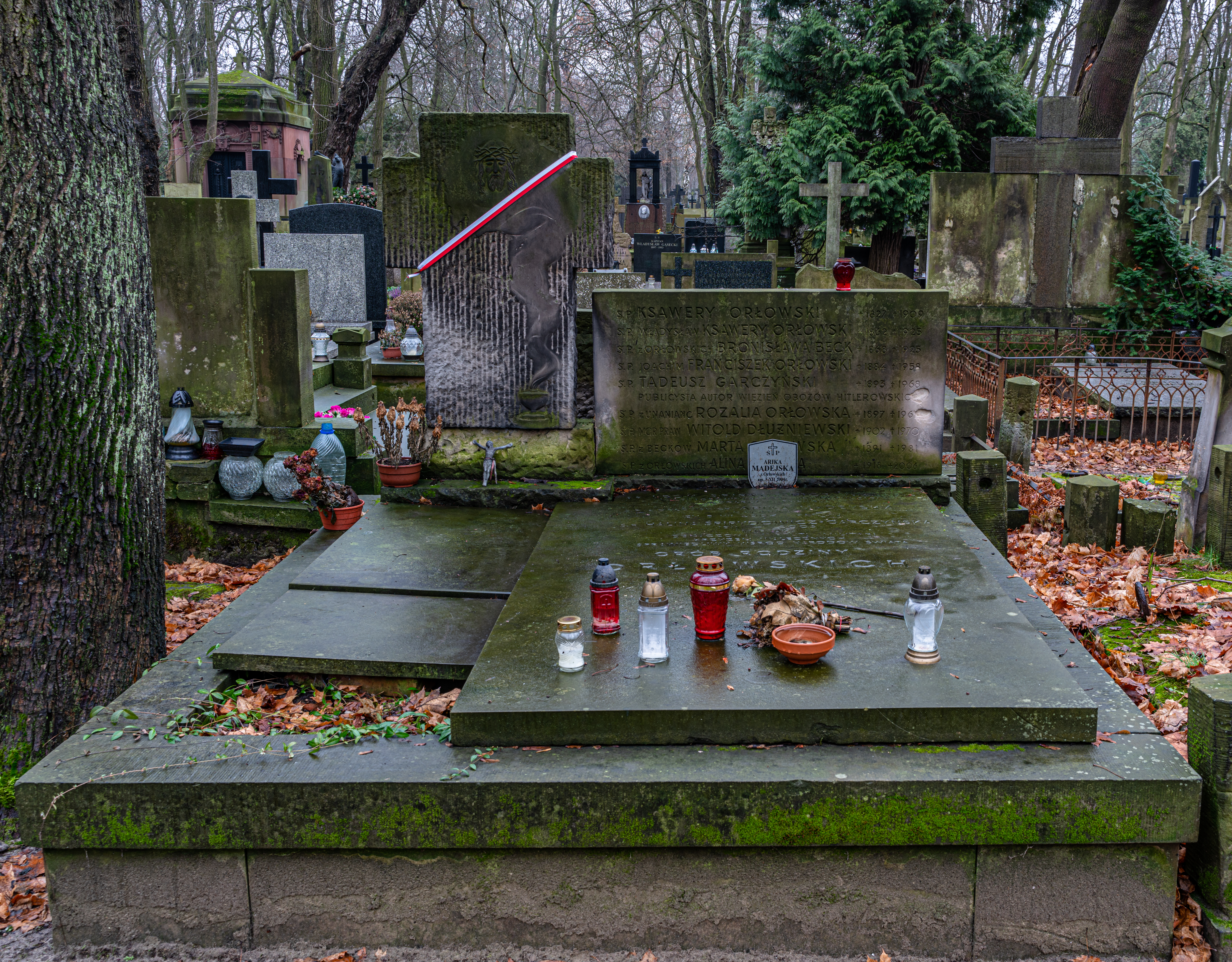
Grób Ariki Madejskiej na cmentarzu Powązkowskim

Arika Madeyska (wł. Jadwiga, Arika Lubicz-Orłowska) (ur. 1920 w Warszawie, zm. 5 grudnia 2004 w Paryżu) – polska malarka i rysowniczka, zamieszkała we Francji.

## Życiorys
Córka porucznika Wojska Wojska Polskiego Władysława Lubicz-Orłowskiego. Dzieciństwo spędziła z siostrą Aliną w majątku rodzinnym pod Warszawą, podczas II wojny światowej mieszkała w Konstancinie. Rodzina podczas wojny utraciła cały majątek, a ojciec zmuszony był emigrować do Stanów Zjednoczonych. Zamieszkała w Sopocie, gdzie od 1948 studiowała w Państwowej Wyższej Szkole Sztuk Plastycznych w pracowniach profesorów Artura Nachta-Samborskiego, Józefy Wnukowej i Jacka Żuławskiego. Dyplom uzyskała w 1951. W 1952 poślubiła artystę malarza Romana Madeyskiego, rok później urodziła córkę. W 1954 powróciła do Warszawy, w 1955 otrzymała nagrodę na Ogólnopolskiej Wystawie Młodej Plastyki. W latach 1955−1959 co roku uczestniczyła w Festiwalu Sztuk Plastycznych, który odbywał się w Sopocie, w 1957 podczas wystawy Młode Malarstwo i Rzeźba otrzymała nagrodę Ministra Spraw Zagranicznych. W 1959 miała pierwszą wystawę indywidualną w Salonie Nowej Kultury w Warszawie, w tym samym roku po raz pierwszy wyjechała za granicę, jej prace uczestniczyły w wystawie dwunastu malarzy polskich w galerii Charpentier w Paryżu i w Genewie. W 1960 miała wystawę indywidualną w galerii Benezit w Paryżu, rok później wiceprezydent Stanów Zjednoczonych Richard Nixon dokonał zakupu dwóch obrazów artystki, a ona po raz drugi wystawia prace w paryskiej Benezit. Arika Madeyska tworzyła wówczas kolaże z papieru i makaty. W tym czasie rozstaje się z Romanem Madeyskim, metamorfozę przechodzi jej twórczość, zaczyna eksperymentować z abstrakcją geometryzującą o formach linearnych. W 1962 w Galerii Kordegarda odbyła się wystawa indywidualna kolaży, a jej obrazy uczestniczyły w dwóch wystawach w Galerii Krzywe Koło. Rok później wyemigrowała do Francji, gdzie miała wystawę indywidualną w Galerii Lambert. W Paryżu ukończyła kurs restauracji dzieł sztuki i pracowała przy restauracji malowideł ściennych w zamku Fontainebleau. W 1964 uczestniczyła w wystawie Młodzi i Wielcy w Tokio, a po powrocie do Paryża pracowała przy restauracji obrazów w pracowni Joanny Wierusz-Kowalskiej. Zaczęła wówczas tworzyć abstrakcje o formach kulistych, w 1965 uczestniczyła w wystawie Art Sacre, w 1970 w wystawie malarstwa polskiego w Lublanie. W 1972 poślubiła Jacoba Carlo, a jej prace pokazano na wystawie Wielcy i Młodzi w Paryżu. Od 1973 podróżowała po świecie, była w Stanach Zjednoczonych, Brazylii, Argentynie, Chinach, Kanadzie, Turcji i Włoszech. W 1976 uczestniczyła w wystawie ceramiki w Albisoli we Włoszech, dwa lata później miała wystawę indywidualną w ICOMOS w Paryżu, a w 1980 w tamtejszej Galerii Es. W latach 1981–1983 uczestniczyła w wystawach zbiorowych, a w 1985 i 1987 miała w Paryżu wystawy indywidualne. W 1991 prace Ariki Madeyskiej wystawiono w warszawskiej Galerii Zachęta podczas wystawy Jesteśmy, od tego czasu często bywała w Polsce, a jej prace wystawiano w Warszawie, Łodzi, Radomiu, Sanoku, Toruniu i Lesku. W 1996 uczestniczyła w promocji książki Books of Arts w Museum of Woman in Art w Waszyngtonie, powróciła tam w 1998 aby uczestniczyć w wystawie Artists on the road. W 1999 otrzymała nagrodę Fundacji Zaleskich oraz wystawiła prace w Instytucie Polskim w Waszyngtonie. Ostatnia wystawa retrospektywna w życiu Ariki Madeyskiej odbyła się w Warszawie, w 2004 roku, w galerii  Art New Media. Kuratorką wystawy była Henryka Milczanowska. Artystka zmarła w Paryżu w wieku 84 lat, zgodnie z jej życzeniem została pochowana w grobowcu rodzinnym Orłowskich na cmentarzu Powązkowskim w Warszawie (kw. 56-4-25/26).

## Ważniejsze wystawy i nagrody
- 1955 Nagroda na Ogólnopolskiej Wystawie Młodej Plastyki, Arsenał, Warszawa
- 1957 Nagroda Ministerstwa Spraw Zagranicznych na wystawie Młode Malarstwo i Rzeźba, Sopot
- 1959 Wystawa indywidualna: Salon Nowej Kultury, Warszawa
- 1959 wystawa 12 malarzy polskich w galerii Charpentier, Paryż
- 1959 Wystawa 50 lat malarstwa polskiego, Genewa
- 1960 Wystawa indywidualna, galeria Bénézit, Paryż
- 1961 Wystawa indywidualna w galerii Bénézit, Paryż
- 1962 Wystawa indywidualna kolaży w galerii Kordegarda, Warszawa
- 1962 uczestniczy w dwóch wystawach w galerii Krzywe Koło, Warszawa
- 1963 Wystawa indywidualna w galerii Lambert, Paryż
- 1964 WystawA Młodzi i Wielcy w Tokio
- 1965 Wystawa Art Sacré, Paryż
- 1970 Wystawa Malarstwo Polskie w Lublijanie.
- 1972 Wystawa zbiorowa Wielcy i Młodzi, Paryż.
- 1976 Wystawa ceramiki, Albisola, Włochy
- 1978 Wystawa indywidualna, ICOMOS, Paryż
- 1980 Galeria Es, Paryż
- 1981 Wystawa zbiorowa, galeria Valmay, Paryż
- 1982 Wystawa zbiorowa, galeria Passali, Paryż
- 1982 Galeria Cahier Bleu, Paryż
- 1983 Wystawa w galerii Klub 44, São Paulo, Brazylia
- 1983 Wystawa zbiorowa La Banque d'Images pour la Pologne, Paryż
- 1983 Wystawa Galeria Nina Doucet, Paryż
- 1983 Wystawa Galeria Massay, Paryż
- 1985 Wystawa indywidualna, galeria Grise, Paryż
- 1987 Wystawa indywidualna, galeria Guinard, Paryż
- 1991 Wystawa w galerii Zachęta, Warszawa
- 1992 Wystawa indywidualna, galeria Pokaz, Warszawa
- 1993 Wystawa zbiorowa, Ars Erotica, Warszawa
- 1994 Wystawa indywidualna, Ars Polona gallery, Warszawa
- 1997 Wystawa indywidualna, Ars Polona Gallery, Warszawa
- 1998 Wystawa Artists on the road, São Paulo
- 1999 Nagroda Fundacji Zaleskich, Warszawa
- 1999 Wystawa indywidualna, galeria Studio, Warszawa.
- 1999 Muzeum Historyczne, Sanok
- 1999 Instytut Polski, Washington
- 2000 Wystawa indywidualna, Akademia Sztuk Pięknych, Łódź
- 2000 Galeria Rogatka, Radom
- 2000 Petite Galerie, Paryż
- 2001 Wystawa, Fundacja Talens, Lesko
- 2001 Muzeum Historyczne, Sanok
- 2001 Galeria Wozownia, Toruń
- 2001 Museum of Women in Arts, Washington
- 2001 Galeria Stefania, Nowy Jork
- 2002 Wystawa zbiorowa, galeria Temptation, Washington
- 2002 Wystawa indywidualna, B.W.A. Toruń
- 2002 Wystawa indywidualna, Państwowa Wyższa Szkoła Sztuk Pięknych, Warszawa
- 2003 Wystawa indywidualna, Muzeum Historyczne, Sanok
- 2003 Galeria Papiernia, Konstancin.
- 2004 Wystawa indywidualna, galeria Kurier Plus, Nowy Jork
- 2004 Ostatnia wystawa retrospektywna, galeria Art New Media, Warszawa.
- 2005 Wystawa pośmiertna, Instytut Polski, Paryż
- 2007 Wystawa retrospektywna, Muzeum Historyczne, Sanok

## Prace w kolekcjach
- Muzeum Narodowe, Warszawa
- Muzeum Historyczne, Sanok
- Muzeum Narodowe, Radom
- Galeria Zachęta, Warszawa
- Muzeum Karykatury, Warszawa
- Galeria Sztuki Emigracyjnej, Toruń
- Muzeum Narodowe, Lublana
- National Museum of Women in the Arts, Washington
- Fundacja Malarstwa Polskiego, Lesko
- Galeria Kontur, Kraków
- Galeria Art New Media, Warszawa
- Muzeum Warszawy
- Kolekcja Fundacji Polskiej Sztuki Emigracyjnej 1939-1989, Warszawa

## Życie prywatne
Była żona Romana Madeyskiego, artysty malarza, z którym miała córkę.